# Jason Sasser
Jason Jermane Sasser (* 3. Januar 1974 in Denton, Texas, USA) ist ein ehemaliger US-amerikanischer Basketballspieler.

## Laufbahn
Der 2,01 Meter große Flügelspieler galt als sehr vielseitig, er war sowohl aus der Halbdistanz als auch von der Dreipunktelinie treffsicher. Charakteristisch waren sein Einsatzwille und der Blick für den besser positionierten Mitspieler. Er spielte Basketball an der Dallas Kimball High School sowie von 1992 bis 1996 an der Texas Tech University. Beim NBA-Draft 1996 wurde er von den Sacramento Kings ausgewählt. Er konnte sich in der NBA jedoch nie durchsetzen und brachte es auf nur wenige Einsätze. Erfolgreich war er hingegen während seiner Zeit beim GHP Bamberg in der deutschen Basketball-Bundesliga, wo er 2003 und 2004 jeweils im Finale um die deutsche Meisterschaft stand.
Bei der Basketball-Weltmeisterschaft 1998 erreichte mit der Nationalmannschaft der USA die Bronzemedaille.
Jason Sasser ist überzeugter Christ und als Baptist ein „Licence Minister“ (eine Art Prediger der baptischen Gemeinde), der auf und Abseits des Feldes „dem Geist Davids“ folgt. „An ihm orientiere ich mich, gebe mein Bestes, um zu gewinnen“, sagt der Familienvater.

## Karriere
- 1992–1993: Texas Tech (NCAA): 10,6 Punkte/Spiel, 5,5 Rebounds/Spiel
- 1993–1994: Texas Tech (NCAA): 20,6 Punkte/Spiel, 9,1 Rebounds/Spiel
- 1994–1995: Texas Tech (NCAA): 20,1 Punkte/Spiel, 7,8 Rebounds/Spiel
- 1995–1996: Texas Tech (NCAA): 19,5 Punkte/Spiel, 7,8 Rebounds/Spiel
- 1996 Von den Sacramento Kings im NBA-Draft (2. Runde, 41. Stelle) sowie von den Sioux Falls Skyforce im CBA-Draft (1. Runde) ausgewählt
- 1996–1997:
  - 17. Juni 1996: Die Draftrechte werden von den Sacramento Kings (NBA) an die Portland Trail Blazers (NBA) übertragen;
  - 16. Oktober 1996: Sasser wird von den Portland Trail Blazers (NBA) freigegeben;
  - geht danach zu den Sioux Falls Skyforce (CBA): 18,0 Punkte/Spiel, 7,9 Rebounds/Spiel;
  - 6. Januar 1997 unterschreibt er den ersten von zwei aufeinanderfolgenden Zehn-Tages-Verträgen bei den San Antonio Spurs (NBA);
  - 27. Februar 1997 unterschreibt einen Zehn-Tages-Vertrag bei den Dallas Mavericks (NBA);
  - Statistiken San Antonio Spurs (NBA) und Dallas Mavericks (NBA) zusammengefasst: 8 Spiele, 2,4 Punkte/Spiel, 1,0 Rebounds/Spiel;
- 1997–1998:
  - Sioux Falls Skyforce (CBA): bester Korbschütze mit 22,7 Punkten/Spiel, 7,0 Rebounds/Spiel, 3,5 Vorlagen/Spiel;
  - Berufung in die US-Nationalmannschaft für die Qualifikationsspiele der WM 1998: 16,4 Punkte/Spiel;
  - im März 1998 ersetzt er Deon Thomas in Caja San Fernando Sevilla (ACB – Spanien);
  - 1998: Teilnahme mit der US-Nationalmannschaft an der Weltmeisterschaft: 9 Spiele, 10,7 Punkte/Spiel, 3,7 Rebounds/Spiel;
- 1998–1999:
  - Sioux Falls Skyforce (CBA): 17,5 Punkte/Spiel, 8,2 Rebounds/Spiel, 3,4 Vorlagen/Spiel;
  - Vancouver Grizzlies (NBA): 6 Spiele, 1,8 Punkte/Spiel, 1,2 Rebounds/Spiel;
  - 1999 Cleveland Cavaliers (NBA, FILA Summer League);
- 1999–2000:
  - Dallas Mavericks (NBA) Trainings Camp;
  - danach Vertrag mit den New Mexico Slam (IBL): 13,9 Punkte/Spiel, 5,0 Rebounds/Spiel, 2,1 Vorlagen/Spiel;
  - 2000 Gedraftet von den Kansas City Knights (ABA, 8. Runde, 77. Stelle);
  - 2000 New York Knicks (NBA, Shaw’s Pro Summer League);
- 2000–2001:
  - Unterschrieb im Oktober 2000 einen Vertrag mit den Atlanta Hawks (NBA) für ein Pre-Season Camp, wurde aber im gleichen Monat aus dem Aufgebot gestrichen;
  - Unterschrieb im November 2000 einen Vertrag mit den Kansas City Knights (ABA): Platz 3 Scorer mit 19,2 Punkte/Spiel, Platz 5 Rebounds mit 7,4 Rebounds/Spiel, 2,1 Vorlagen/Spiel;
  - Mai 2001 Vertrag mit Pop Cola (PBA – Philippinen);
- 2001–2002:
  - Casademont Girona (ACB – Spanien); ACB Reguläre Saison: 34 Spiele, 16,4 Punkte/Spiel, 5,4 Rebounds/Spiel, 1,4 Vorlagen/Spiel, 1,4 Ballgewinne/Spiel;
  - 2002 Sacramento Kings (NBA) Trainings Camp;
- 2002–2003:
  - November 2002: Vertrag mit den Gary Steelheads (CBA), wurde später im Monat wieder entlassen: Zwei Spiele, 11,5 Punkte/Spiel, 3,0 Rebounds/Spiel;
  - Am 6. Februar 2003 Vertrag mit TSK uniVersa Bamberg (Bundesliga – Deutschland): Hauptrunde: 11 Spiele, viertbester Korbschütze 21,1 Punkte/Spiel, 6,9 Rebounds/Spiel; Playoffs: 11 Spiele, 17,2 Punkte/Spiel, 6,9 Rebounds/Spiel;
- 2003–2004:
  - GHP Bamberg (Basketball-Bundesliga – Deutschland): FIBA Europe Cup: 14 Spiele, 16,7 Punkte/Spiel, 5,4 Rebounds/Spiel, 2,3 Vorlagen/Spiel, 1,1 Ballgewinne/Spiel; Hauptrunde: 25 Spiele, 16,7 Punkte/Spiel, 5,4 Rebounds/Spiel, 1,8 Vorlagen/Spiel, 2,0 Blocks/Spiel; Playoffs: 13 Spiele, 13,6 Punkte/Spiel, 4,9 Rebounds/Spiel;
- 2004–2005:
  - Dallas Mavericks (NBA) Trainingslager, erhielt aber keinen Vertrag;
  - Unterschrieb im November 2004 einen Vertrag mit Overense Aerosoles Ovar (TMN – Portugal): ULEB Cup: 7 Spiele, 18,6 Punkte/Spiel, 7,0 Rebounds/Spiel, 1,4 Vorlagen/Spiel, 1,3 Ballgewinne/Spiel, Feldwurfquote: 42,9 %, Dreierquote: 34,1 %; TMN: 23 Spiele, 15,7 Punkte/Spiel, 6,8 Rebounds/Spiel, 2,4 Vorlagen/Spiel;
- 2007–2008:
  - Yakama Sun Kings (CBA): 36 Spiele, 19,1 Punkte/Spiel, 7,9 Rebounds/Spiel, 2,2 Vorlagen/Spiel. Wurde im Februar 2008 aus dem Aufgebot gestrichen
  - Unterschrieb am 2. März 2008 einen Vertrag bei Al Arabi in Kuwait.
- 2007–2009:
  - Pusan KTF Magic Wings (Südkorea)

## Trainer
Nach dem Ende seiner Spielerlaufbahn trainierte er bis 2011 mehrere Jugendmannschaften in Texas, in der Saison 2011/12 war er Co-Trainer der Texas Legends in der NBA D-League. 2015/16 hatte Sasser das Amt des Co-Trainers der Basketball-Mannschaft an der Cedar Hill High School inne, 2016 trat er das Amt des Cheftrainers der Basketball-Mannschaft an der Red Oak High School an.

## Auszeichnungen/Ehrungen/Titelgewinne
- 1992 Mr. Basketball im US-Bundesstaat Texas
- 1995 SWC 1st Team
- 1995 SWC Post-Season All-Tournament Team
- 1996 SWC 1st Team
- 1996 SWC Post-Season All-Tournament Team
- 1996 NCAA 3rd Team
- 1996 SWC Spieler des Jahres
- 1997 CBA Rookie des Jahres
- 1997 CBA 2nd Team
- 1997–1999 Mitglied der US-Nationalmannschaft
- 1998 Bronzemedaille bei der WM
- 1999 CBA-Finalist
- 2000 IBL 2nd Team
- 2001 ABA-Halbfinale
- 2003 Eurobasket.com All-German Bundesliga 1st Team
- 2003 Eurobasket.com German Bundesliga All-Imports Team
- 2003 Eurobasket.com German Bundesliga All-Newcomers Team
- 2003 Bundesliga-Finalist
- 2003 Gewinn des Domreiter Cups
- 2003 Bester Spieler des Domreiter Cup
- 2004 Bundesliga-Finalist
- 2004 Sport1.de Bundesliga-Team der Saison
- 2005 TMN-Hauptrundenvizemeister
- 2005 TMN-Finalist
- 2007 Aufnahme in die Athletic Hall of Honor der Texas Tech University
- 2007 Zweimal Spieler der Woche in der CBA
- 2008 CBA All-Star der National Conference
- 2008 Kuwaitischer Meister mit Al Arabi

## Sonstiges
- Jason Sassers Bruder Jeryl Sasser (* 13. Februar 1979 in Dallas, Texas, USA) spielte von 2001 bis 2003 bei Orlando Magic ebenfalls in der NBA.